# Черчил (Охајо)
Черчил (енгл. Churchill) насељено је место без административног статуса у америчкој савезној држави Охајо.

## Демографија
По попису из 2010. године број становника је 2.149, што је 452 (-17,4%) становника мање него 2000. године.
| Група             | 2000.         | 2010.         |
| Белци             | 2.265 (87,1%) | 1.815 (84,5%) |
| Афроамериканци    | 262 (10,1%)   | 241 (11,2%)   |
| Азијати           | 11 (0,4%)     | 8 (0,4%)      |
| Хиспаноамериканци | 35 (1,3%)     | 53 (2,5%)     |
| Укупно            | 2.601         | 2.149         |